# 圣塞格兰
圣塞格兰（法語：Saint-Séglin，法語發音：[sɛ̃ seɡlɛ̃]）是法国伊勒-维莱讷省的一个市镇，属于勒东区。

## 地理
圣塞格兰（47°51'12"N, 2°0'17"W）面积9.4 平方千米，位于法国布列塔尼大區伊勒-维莱讷省，该省份为法国西北部沿海省份，位于布列塔尼半岛东部，北濒大西洋，西接阿摩尔滨海省和莫尔比昂省，南至大西洋卢瓦尔省，西南端接曼恩-卢瓦尔省，东临马耶讷省，东北与芒什省接壤。
与圣塞格兰接壤的市镇（或旧市镇、城区）包括：阿夫河畔布吕克、皮普里亚克、卡朗图瓦尔、瓦勒达纳斯特。

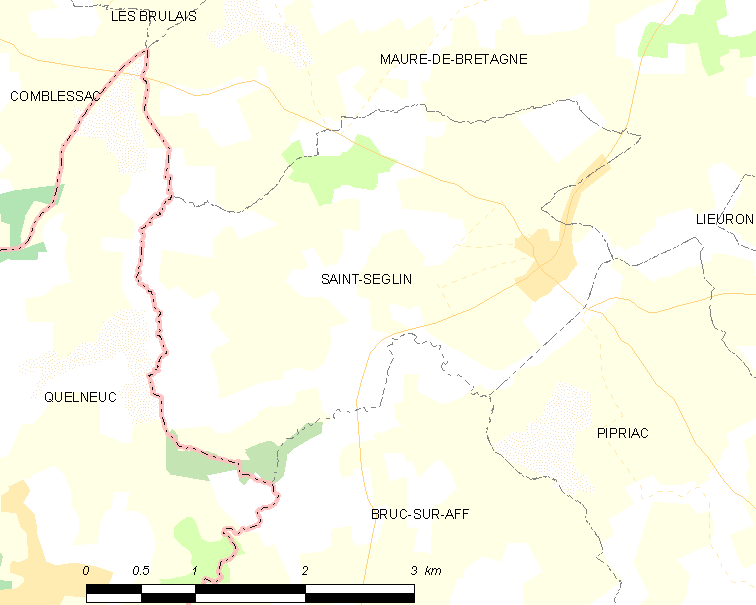
圣塞格兰的OSM定位图

圣塞格兰的时区为UTC+01:00、UTC+02:00（夏令时）。

## 行政
圣塞格兰的邮政编码为35330，INSEE市镇编码为35311。

## 政治
圣塞格兰所属的省级选区为吉尚县。

## 人口

1962-2008年间圣塞格兰人口变化图示

圣塞格兰于2022年1月1日时的人口数量为600人。